# Intertec Data Systems
Intertec Data Systems Corporation, пізніше Wells American Corporation, була американською комп'ютерною компанією, що діяла з 1973 по 1991 рік і базувалася в Колумбії, Південна Кароліна.

## Історія

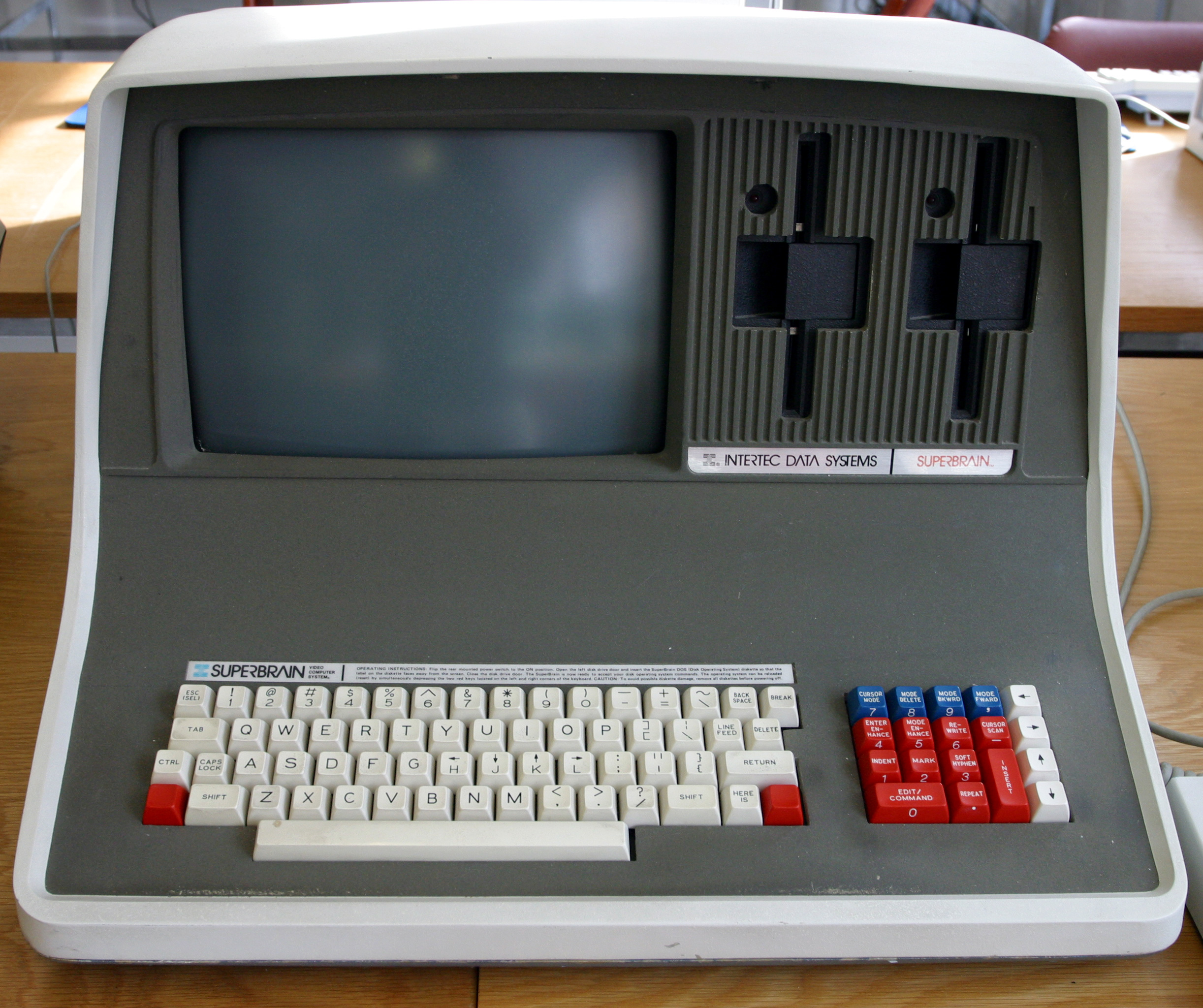
Intertec Superbrain

Компанія Intertec була заснована в Колумбії, штат Південна Кароліна, Вільямом Уеллсом, колишнім дослідником IBM, для виробництва та продажу недорогих відеотерміналів. У 1979 році компанія представила Superbrain, моноблочний мікрокомп'ютер на основі мікропроцесора Zilog Z80 і під керуванням CP/M. У 1980 році Intertec представила CompuStar, багатокористувацький мікрокомп'ютер у більш стандартному форм-факторі настільного ПК.
Обидва комп'ютери стабільно добре продавалися в перші два роки, при цьому компанія заробила 3,7 мільйони доларів з 17,2 мільйонів продажів до 1981 року. Того року компанія здійснила первинне розміщення акцій. Проте компанія виявилася нездатною конкурувати з Personal Computer від IBM, представленим у 1981 році, що швидко розповсюдився. У грудні 1983 року вони повернулися з HeadStart, напівпортативним універсальним пристроєм, що містив як процесор Intel 8086 як у IBM PC, що дозволяло запускати «більшість» програм його для на DOS, так і мікропроцесор Z80, здатний запускати CP/M. Однак комп'ютер не був настільки сумісний з IBM PC, як рекламувалося, і продукт провалився. У компанії почалися масові звільнення, і станом на червень 1985 року компанія налічувала лише 12 працівників, порівняно з піком у 600 працівників у 1983 році. У 1986 році молодший брат Вільяма Уеллса, Рон Уеллс очолив компанію та перейменував її на Wells American. Він сфокусувався на виробництві справжньої сумісності з IBM PC, продаючи A-Star як один із таких прикладів того року.
У 1988 році компанія Wells American представила новий CompuStar, який міг приймати карти розширення як IBM PC, так і нової IBM Personal System/2 (PS/2). Шина розширення IBM PC була здебільшого відкритим стандартом, відомим як Industry Standard Architecture (ISA), тоді як шина PS/2 базувалася на архітектурі IBM Micro Channel, більш закритій, сильно запатентованій архітектурі, розробленій IBM як спроба повернути частку ринку, втрачену через поширення та комерціалізацію клонів IBM PC. Новий CompuStar мав слоти розширення ISA і Micro Channel.
Новий CompuStar був недостатнім, щоб перевернути долю компанії, і в 1990 році компанія призупинила всю виробничу діяльність і маркетинг у Сполучених Штатах. У 1991 році компанія подала заяву про банкрутство за розділом 7 і ліквідувала свої активи.